# Liste der Erzbischöfe von Sens
Die folgenden Personen waren Bischöfe und Erzbischöfe des Erzbistums Sens (Frankreich):
- Heiliger Savinien
- Heiliger Potentien
- Léonce
- Severin ca. 344
- Audaldus (Audactus)
- Heraclien
- Lunaire
- Simplice
- Heiliger Ursicin
- Theodor
- Siclin
- Heiliger Ambroise
- Heiliger Agrice ca. 460 – ca. 487
- Heiliger Héracle I.
- Heiliger Paul
- Heiliger Leo ca. 533–538
- Constitut 549–573
- Heiliger Arthème (Artemius) 579–609
- Heiliger Lupus I. ca. 614
- Heiliger Annobert (Honobert)
- Richer I. ca. 627
- Hildegaire 632–637
- Armentaire 650–654
- Heiliger Arnoul (Arnulf)
- Heiliger Emmon (Emmo) 660–668
- Lambert 680–683
- Heiliger Wulfram von Sens ca. 693
- Heiliger Géry (Juéry) ca. 696
- Heiliger Ebbon ca. 711
- Heiliger Merulphe
- Ardobert ca. 744
- Loup II. ca. 765
- Wilchar von Sens ca. 769
- Godescalc
- Heiliger Gombert
- Peter I.
- Willebaud
- Beornrad (Bernard, Bérard, Beonrad) ca. 797
- Ragimbert
- Magne (Magnus) 797 bis ca. 817
- Jeremie ca. 822–828
- Heiliger Aldric (Audri), † 836
- Ganelon (Wenilon) 837–865
- Egilon 865 oder 866–871
- Ansegis 871–883
- Evrard 884–887
- Walter I. 887–923 (Erzkanzler) (Stammliste der Montmorency)
- Walter II. 923–927 (Stammliste der Montmorency)
- Audald (Autald) 927–932
- Wilhelm I. 932–938
- Gerlair 938–954
- Hildeman 954–958
- Archambaud de Troyes 958–967
- Heiliger Anastase 967–977
- Sewin 978–999
- Léotheric 999–1032
- Gelduin 1032–1049
- Mainard 1049–1062
- Richer II. 1062–1096
- Daimbert 1097–1122
- Henri I. Sanglier 1122–1142
- Hugues de Toucy 1142 bis ca. 1168
- Wilhelm von Blois (1169–1176) (danach Erzbischof von Reims)
- Guy I. de Noyers 1176–1193
- Michel de Corbeil 1194–1199
- Pierre de Corbeil 1199–1221
- Gauthier Cornut 1221–1241 (s. Clément du Mez)
- Gilles Cornut 1241–1254 (s. Clément du Mez)
- Henri Cornut 1254–1258
- Guillaume de Brosse 1258–1267 (Haus Brosse)
- Pierre de Charny 1267–1274
- Pierre D’Anisy 1274
- Gilles II. Cornut 1275–1292
- Étienne Béquart (Bécard) de Penoul 1292–1309
- Philippe de Marigny 1310–1316, Halbbruder von Enguerrand de Marigny
- Guillaume de Melun 1316–1329 (Haus Melun)
- Pierre Roger (1329–1342) (Kardinal, dann Papst Clemens VI.)
- Pierre Royer (Roger) de Maumont 1329–1330
- Guillaume II. de Brosse 1330–1338 (Haus Brosse)
- Philippe de Melun 1338–1345 (Haus Melun)
- Guillaume II. de Melun 1345–1376 (Haus Melun)
- Adhémar Robert 1376–1384
- Gonthier de Bagneaux 1385
- Guy de Roye 1386–1390
- Guillaume de Dormans 1390–1405
- Jean de Montaigu 1407–1415 (Siegelbewahrer und (faktisch) Kanzler von Frankreich)
- Henri de Savoisy 1416–1422
- Jean de Nanton 1422–1432
- Louis de Melun 1432–1474 (Haus Melun)
- Étienne-Tristan de Salazar 1474–1518
- Étienne Poncher 1519–1525
- Antoine Kardinal Duprat 1525–1535
- Louis Kardinal de Bourbon-Vendôme 1536–1557
- Jean Bertrand 1557–1560
- Louis I. Kardinal de Lorraine-Guise 1560–1562
- Nicolas Kardinal de Pellevé (1562–1588) (auch Erzbischof von Reims)
- Renaud de Beaune 1594–1606
- Jacques-Davy Kardinal Duperron 1606–1618
- Jean Davy du Perron 1618–1621
- Octave de Saint-Lary de Bellegarde 1621–1646 (Haus Saint-Lary)
- Louis-Henri de Pardaillan de Gondrin 1646–1674 (Haus Pardaillan)
- Jean de Montpezat de Carbon (1674–1685)
- Hardouin Fortin de la Hoguette (1685–1715)
- Denis-François le Bouthillier de Chavigny (1716–1730)
- Jean-Joseph Languet de Gergy (1730–1753)
- Paul Kardinal d’Albert de Luynes (1753–1788) (Haus Albert)
- Étienne Charles (Kardinal) de Loménie de Brienne (1788–1794)
- Sedisvakanz 1790–1817
- Anne-Louis-Henri Kardinal de La Fare (1817–1829) Antoine
- Charles-André-Toussaint-Bruno de Ramond-Lalande (9. Januar bis 10. April 1830)
- Jean-Joseph-Marie-Victoire de Cosnac (1830–1843)
- Mellon de Jolly (1843–1867)
- Victor-Félix Kardinal Bernadou (1867–1891)
- Pierre-Marie-Etienne-Gustave Ardin (1892–1911)
- Jean-Victor-Emile Chesnelong (1912–1931)
- Maurice Feltin (1932–1935) (auch Erzbischof von Bordeaux)
- Frédéric Lamy (1936–1962)
- René-Louis-Marie Stourm (1962–1977)
- Eugène-Marie Ernoult (1977–1990)
- Gérard Defois (1990–1995) (auch Erzbischof von Reims)
- Georges Gilson (1996–2004)
- Yves Patenôtre (2004–2015)
- Hervé Giraud (2015–2024) (dann Bischof von Viviers)
- Pascal Wintzer (seit 2024)